# Нова Деревня (Великоустюзький район)
Но́ва Дере́вня (рос. Новая Деревня) — присілок у складі Великоустюзького району Вологодської області, Росія. Входить до складу Красавинського міського поселення.

## Населення
Населення — 40 осіб (2010; 28 у 2002).
Національний склад (станом на 2002 рік):
- росіяни — 100 %